# برنارد جي. ماكينا
برنارد جي. ماكينا هو سياسي أمريكي، ولد في 16 فبراير 1842، وتوفي في 18 يونيو 1903. انتخب عمدة بيتسبرغ ‏ (3 أبريل 1893 – 6 أبريل 1896).